# Кампителло
Кампителло (фр. Campitello, корс. Campitellu) — коммуна во Франции, находится в регионе Корсика. Департамент коммуны — Верхняя Корсика. Входит в состав кантона Голо-Морозалья. Округ коммуны — Бастия.
Код INSEE коммуны — 2B055.

## Население
Население коммуны на 2008 год составляло 102 человека.
| 1962 | 1968 | 1975 | 1982 | 1990 | 1999 | 2008 |
| ---- | ---- | ---- | ---- | ---- | ---- | ---- |
| 125  | 143  | 119  | 102  | 91   | 103  | 102  |

## Экономика
В 2007 году среди 53 человек в трудоспособном возрасте (15—64 лет) 33 были экономически активными, 20 — неактивными (показатель активности — 62,3 %, в 1999 году было 52,7 %). Из 33 активных работали 30 человек (15 мужчин и 15 женщин), безработными были 3 мужчины. Среди 20 неактивных 2 человека были учениками или студентами, 9 — пенсионерами, 9 были неактивными по другим причинам.